# Serena Maneesh
Serena Maneesh ist eine norwegische Shoegazing-Rockband aus Oslo.

## Stil
Der Sound der Band orientiert sich stark an dem irischen Shoegazing-Genre (My Bloody Valentine) und New Yorker Bands der frühen 70er/80er Jahre wie The Velvet Underground, Sonic Youth und Suicide.

## Diskografie

### Alben
- 2005: Serena-Maneesh
- 2010: S-M 2: Abyss In B Minor

### Singles und EPs
- 2002: Fixxations (EP)
- 2005: Zurück: Retrospectives 1999-2003 (EP)
- 2006: Drain Cosmetics (SP)